# Stewart Gavin
Robert Stewart „Stew“ Gavin (* 15. März 1960 in Ottawa, Ontario) ist ein ehemaliger kanadischer Eishockeyspieler und -scout, der im Verlauf seiner aktiven Karriere zwischen 1977 und 1995 unter anderem 834 Spiele für die Toronto Maple Leafs, Hartford Whalers und Minnesota North Stars in der National Hockey League auf der Position des rechten Flügelstürmers bestritten hat.

## Karriere
Gavin begann seine Juniorenkarriere in der Saison 1976/77 beim unterklassigen Juniorenteam Nepean Raiders. Die Mannschaft stammte aus einem Vorort der kanadischen Hauptstadt Ottawa – seiner Geburtsstadt. Noch zum Ende der Spielzeit wurde der Stürmer in den Kader der Ottawa 67’s aus der höherklassigen Ontario Major Junior Hockey League berufen. Mit den 67’s errang Gavin am Ende der Playoffs die Meisterschaftstrophäe der OHL in Form des J. Ross Robertson Cups. Anschließend nahm er mit dem Franchise am prestigeträchtigen Memorial Cup teil. Zu Beginn der Saison 1977/78 stand er schließlich im Kader des Ligakonkurrenten Toronto Marlboros, dem er die folgenden drei Spielzeiten angehörte. Dabei erreichte er jeweils die Marke von 40 Scorerpunkten und wurde zudem im NHL Entry Draft 1980 in der vierten Runde an 74. Stelle von den Toronto Maple Leafs aus der National Hockey League ausgewählt.
Deren Farmteam, die New Brunswick Hawks aus der American Hockey League, schloss sich Gavin zur Saison 1980/81 mit dem Eintritt ins Profitum an. Inklusive der Playoffs absolvierte er 59 Einsätze für das Team und feierte darüber hinaus sein Debüt für die Maple Leafs in der NHL, wo er 14-mal zum Einsatz kam. Mit Beginn des Spieljahres 1981/82 war der Angreifer dann fester Bestandteil des NHL-Aufgebots Torontos, allerdings dauerte es bis in die Saison 1983/84 hinein, ehe er sich endgültig etablieren konnte. Er galt dabei als Spezialist in Unterzahlsituationen.
Nachdem die Maple Leafs das Spielzeit 1984/85 als schlechtestes Team der Liga beendet hatten, führte ein Neuaufbau dazu, dass Gavin im Oktober 1985 im Tausch für Chris Kotsopoulos an die Hartford Whalers abgegeben wurde.  Dort konnte der Flügelspieler seine Punktausbeute in den ersten beiden Jahren deutlich steigern und erzielte zudem mindestens 20 Tore. Nach einem schwächeren dritten Jahr wurde er im Oktober 1988 ungeschützt in den NHL Waiver Draft gelassen und von den Minnesota North Stars ausgewählt. Bei den North Stars, mit denen er in den Stanley-Cup-Playoffs 1991 die Finalserie erreichte, füllte der Kanadier wieder eine defensivere Rolle aus. Darüber hinaus führten Verletzungen dazu, dass er nur in einem der fünf Jahre alle 80 Saisonspiele absolvierte. In den restlichen vier Jahren waren es aufgrund von Verletzungen zweimal sogar weniger als 40 Einsätze.
Aufgrund einer in der ersten Jahreshälfte 1993 erlittenen Knieverletzung gab Gavin vor der Saison 1993/94 auf Rat seiner Ärzte im Alter von 33 Jahren seinen Rücktritt vom aktiven Sport bekannt. Er verblieb jedoch im Franchise der North Stars, dass vor dem Saisonbeginn nach Dallas umgezogen war und als Dallas Stars den Spielbetrieb weiterführte. Dort wurde er als Scout angestellt. Da die Heilung seines Knies im Verlauf des Jahres aber besser als erwartet verlaufen war, erwog Gavin zur Saison 1994/95 mit Hilfe seines Ex-Teams Toronto Maple Leafs ein Comeback. Eine Rückkehr in die HNL gelang ihm jedoch nicht, und so kam er lediglich in der International Hockey League für die Minnesota Moose – und nach einem Wechsel – die Kansas City Blades zu Einsätzen. Im Sommer 1995 zog er sich endgültig aus dem Profisport zurück.

## Erfolge und Auszeichnungen
- 1977 J.-Ross-Robertson-Cup-Gewinn mit den Ottawa 67’s

## Karrierestatistik
(Legende zur Spielerstatistik: Sp oder GP = absolvierte Spiele; T oder G = erzielte Tore; V oder A = erzielte Assists; Pkt oder Pts = erzielte Scorerpunkte; SM oder PIM = erhaltene Strafminuten; +/− = Plus/Minus-Bilanz; PP = erzielte Überzahltore; SH = erzielte Unterzahltore; GW = erzielte Siegtore; 1 Play-downs/Relegation; Kursiv: Statistik nicht vollständig)